# Sport-Club Paderborn 07 2021-2022
Questa voce raccoglie le informazioni riguardanti lo Sport-Club Paderborn 07 nelle competizioni ufficiali della stagione 2021-2022.

## Stagione
Nella stagione 2021-2022 il Paderborn, allenato da Łukasz Kwasniok, concluse il campionato di 2. Bundesliga al 7º posto. In Coppa di Germania il Paderborn fu eliminato al primo turno dalla Dinamo Dresda.

## Rosa
| N. |                     | Ruolo | Calciatore           |
| -- | ------------------- | ----- | -------------------- |
| 1  | Germania (bandiera) | P     | Moritz Schulze       |
| 2  | Germania (bandiera) | D     | Uwe Hünemeier        |
| 3  | Germania (bandiera) | D     | Frederic Ananou      |
| 4  | Svizzera (bandiera) | D     | Jasper van der Werff |
| 5  | Germania (bandiera) | C     | Marcel Mehlem        |
| 6  | Germania (bandiera) | C     | Marco Schuster       |
| 8  | Germania (bandiera) | C     | Ron Schallenberg     |
| 9  | Germania (bandiera) | C     | Kai Pröger           |
| 10 | Germania (bandiera) | C     | Julian Justvan       |
| 12 | Germania (bandiera) | D     | Jesse Tugbenyo       |
| 13 | Germania (bandiera) | C     | Robin Yalçın         |
| 14 | Ghana (bandiera)    | C     | Kelvin Ofori         |
| 16 | Germania (bandiera) | A     | Johannes Dörfler     |
| 17 | Germania (bandiera) | P     | Leopold Zingerle     |
| 18 | Germania (bandiera) | A     | Dennis Srbeny        |

| N. |                       | Ruolo | Calciatore            |
| -- | --------------------- | ----- | --------------------- |
| 19 | Svizzera (bandiera)   | A     | Kemal Ademi           |
| 21 | Germania (bandiera)   | P     | Jannik Huth           |
| 22 | Germania (bandiera)   | C     | Marco Stiepermann     |
| 23 | Germania (bandiera)   | C     | Maximilian Thalhammer |
| 24 | Germania (bandiera)   | D     | Jannis Heuer          |
| 25 | Portogallo (bandiera) | D     | Marcel Correia        |
| 27 | Germania (bandiera)   | A     | Marvin Cuni           |
| 28 | Germania (bandiera)   | D     | Jonas Carls           |
| 29 | Nigeria (bandiera)    | D     | Jamilu Collins        |
| 30 | Kosovo (bandiera)     | C     | Florent Muslija       |
| 31 | Germania (bandiera)   | C     | Philipp Klement       |
| 36 | Germania (bandiera)   | A     | Felix Platte          |
| 38 | Germania (bandiera)   | C     | Adrian Oeynhausen     |
| 40 | Germania (bandiera)   | D     | Justus Henke          |

## Organigramma societario
Area tecnica
- Allenatore: Łukasz Kwasniok
- Allenatore in seconda: Frank Fröhling
- Preparatore dei portieri: Nico Burchert
- Preparatori atletici: Johannes Thienel

## Calciomercato

### Sessione estiva
| Acquisti | Acquisti             | Acquisti             | Acquisti |
| R.       | Nome                 | da                   | Modalità |
| -------- | -------------------- | -------------------- | -------- |
| A        | Marvin Cuni          | Bayern Monaco II     |          |
| C        | Marco Stiepermann    | Sconosciuta          |          |
| C        | Kelvin Ofori         | Fortuna Düsseldorf   |          |
| C        | Robin Yalçın         | Sivasspor            |          |
| D        | Jonas Carls          | Vitória Guimarães    |          |
| C        | Antony Evans         | Crewe Alexandra      |          |
| A        | Fabrice Hartmann     | RB Lipsia            |          |
| D        | Jannis Heuer         | Wolfsburg II         |          |
| A        | John Iredale         | Wolfsburg II         |          |
| C        | Rifet Kapić          | Sheriff Tiraspol     |          |
| C        | Luca Marseiler       | Unterhaching         |          |
| C        | Marcel Mehlem        | Union Saint-Gilloise |          |
| C        | Adrian Oeynhausen    | LR Ahlen             |          |
| A        | Felix Platte         | Darmstadt            |          |
| C        | Marco Schuster       | Waldhof Mannheim     |          |
| A        | Pascal Steinwender   | Lubecca              |          |
| D        | Jesse Tugbenyo       | Sportfreunde Lotte   |          |
| D        | Jasper van der Werff | Basilea              |          |

| Cessioni | Cessioni                | Cessioni          | Cessioni |
| R.       | Nome                    | a                 | Modalità |
| -------- | ----------------------- | ----------------- | -------- |
| C        | Rifet Kapić             | Sarajevo          |          |
| C        | Luca Marseiler          | Viktoria Colonia  |          |
| A        | Pascal Steinwender      | Verl              |          |
| A        | John Iredale            | Wehen Wiesbaden   |          |
| C        | Chris Führich           | Stoccarda         |          |
| A        | Chadrac Akolo           | Amiens            |          |
| C        | Christopher Antwi-Adjei | Bochum            |          |
| D        | Nicolas Bürgy           | Young Boys        |          |
| P        | Michele Cordi           | Wuppertal         |          |
| C        | Svante Ingelsson        | Hansa Rostock     |          |
| C        | Aristote Nkaka          | Anderlecht        |          |
| D        | Chima Okoroji           | Sandhausen        |          |
| D        | Sebastian Schonlau      | Amburgo           |          |
| C        | Sebastian Vasiliadis    | Arminia Bielefeld |          |

### Sessione invernale
| Acquisti | Acquisti        | Acquisti  | Acquisti |
| R.       | Nome            | da        | Modalità |
| -------- | --------------- | --------- | -------- |
| A        | Kemal Ademi     | Chimki    |          |
| C        | Philipp Klement | Stoccarda |          |

| Cessioni | Cessioni          | Cessioni       | Cessioni |
| R.       | Nome              | a              | Modalità |
| -------- | ----------------- | -------------- | -------- |
| A        | Sven Michel       | Union Berlino  |          |
| A        | Prince Osei Owusu | Erzgebirge Aue |          |
| A        | Fabrice Hartmann  | RB Lipsia      |          |

## Risultati

### 2. Bundesliga

#### Girone di andata
| Heidenheim an der Brenz 24 luglio 2021, ore 13:30 CEST 1ª giornata | Heidenheim | 0 – 0 referto | Paderborn | Voith-Arena (3 954 spett.)\| Arbitro: \| Bacher \| |
| Arbitro:                                                           | Bacher     |               |           |                                                    |

| Arbitro: | Jablonski |

|                      |           |                         |
| Heuer 18’ Michel 85’ | Marcatori | 54’ Dæhli 58’ Schäffler |

| Arbitro: | Petersen |

|             |           |                                            |
| Schmidt 52’ | Marcatori | 9’, 17’ Platte 36’ Michel 55’ Schallenberg |

| Arbitro: | Brand |

|                                           |           |                 |
| Dźwigała 44’ (aut.) Pröger 65’ Michel 90’ | Marcatori | 28’ Burgstaller |

| Arbitro: | Aytekin |

|  |           |                           |
|  | Marcatori | 8’ Michel 24’, 26’ Pröger |

| Arbitro: | Badstübner |

|  |           |             |
|  | Marcatori | 63’ Terodde |

| Arbitro: | Aytekin |

|           |           |                                           |
| Gueye 51’ | Marcatori | 4’, 48’ Stiepermann 26’ Michel 38’ Platte |

| Arbitro: | Bokop |

|            |           |                     |
| Michel 42’ | Marcatori | 51’ Porath 78’ Mees |

| Arbitro: | Jablonski |

|                          |           |                           |
| Hennings 34’, 59’ (rig.) | Marcatori | 9’, 61’ Michel 83’ Platte |

| Arbitro: | Kampka |

|            |           |             |
| Pröger 71’ | Marcatori | 2’ Makridis |

| Arbitro: | Schlager |

|            |           |                    |
| Platte 38’ | Marcatori | 5’ Heyer 90’ Doyle |

| Arbitro: | Gerach |

|                             |           |                                  |
| Schleusener 68’ Hofmann 70’ | Marcatori | 20’ Justvan 23’, 29’, 32’ Michel |

| Arbitro: | Dankert |

|                       |           |          |
| Michel 56’ Platte 65’ | Marcatori | 71’ Kaya |

| Hannover 19 novembre 2021, ore 18:30 CET 14ª giornata | Hannover 96 | 0 – 0 referto | Paderborn | HDI Arena (10 400 spett.)\| Arbitro: \| Dingert \| |
| Arbitro:                                              | Dingert     |               |           |                                                    |

| Arbitro: | Aytekin |

|                   |           |           |
| Michel 85’ (rig.) | Marcatori | 27’ Rhein |

| Arbitro: | Günsch |

|            |           |           |
| Ajdini 90’ | Marcatori | 5’ Mehlem |

| Arbitro: | Schlager |

|  |           |              |
|  | Marcatori | 81’ Pfeiffer |

#### Girone di ritorno
| Arbitro: | Burda |

|           |           |                            |
| Carls 65’ | Marcatori | 64’ Mainka 81’ Kleindienst |

| Arbitro: | Jöllenbeck |

|           |           |                       |
| Dæhli 60’ | Marcatori | 41’ Michel 44’ Platte |

| Arbitro: | Welz |

|                                    |           |                                                |
| Muslija 15’ (rig.), 38’ Platte 57’ | Marcatori | 35’ Ducksch 59’ Schmid 66’ Füllkrug 86’ Toprak |

| Arbitro: | Aytekin |

|                         |           |                            |
| Dittgen 5’ Amenyido 44’ | Marcatori | 37’ Srbeny 84’ Stiepermann |

| Paderborn 12 febbraio 2022, ore 13:30 CET 22ª giornata | Paderborn | 0 – 0 referto | Dinamo Dresda | Benteler-Arena (3 614 spett.)\| Arbitro: \| Jablonski \| |
| Arbitro:                                               | Jablonski |               |               |                                                          |

| Arbitro: | Badstübner |

|                         |           |  |
| Bülter 22’ Čurlinov 74’ | Marcatori |  |

| Arbitro: | Siewer |

|                                  |           |                                             |
| Srbeny 26’ Ademi 89’ Correia 90’ | Marcatori | 63’ (rig.), 70’ (rig.) Nəzərov 65’ Zolinski |

| Arbitro: | Hanslbauer |

|                                        |           |                                                         |
| Arp 23’ Mühling 81’ (rig.) Pichler 88’ | Marcatori | 19’ Schallenberg 54’ Thalhammer 74’ Muslija 76’ Collins |

| Arbitro: | Bacher |

|                  |           |              |
| Schallenberg 90’ | Marcatori | 43’ Hartherz |

| Arbitro: | Petersen |

|            |           |  |
| Albers 66’ | Marcatori |  |

| Arbitro: | Thomsen |

|                 |           |                |
| Chakvetadze 90’ | Marcatori | 1’, 61’ Srbeny |

| Arbitro: | Günsch |

|                           |           |                          |
| Pröger 30’ Thalhammer 84’ | Marcatori | 36’ Wanitzek 69’ Hofmann |

| Arbitro: | Sather |

|  |           |                    |
|  | Marcatori | 70’ (rig.) Muslija |

| Arbitro: | Heft |

|                                  |           |  |
| Klement 2’ Muslija 17’ Ofori 90’ | Marcatori |  |

| Rostock 30 aprile 2022, ore 13:30 CEST 32ª giornata | Hansa Rostock      | 0 – 0 referto | Paderborn | Ostseestadion (24 500 spett.)\| Arbitro: \| Waschitzki-Günther \| |
| Arbitro:                                            | Waschitzki-Günther |               |           |                                                                   |

| Arbitro: | Gerach |

|                         |           |  |
| Muslija 27’ Klement 60’ | Marcatori |  |

| Arbitro: | Aytekin |

|                             |           |  |
| Skarke 2’ Pfeiffer 25’, 38’ | Marcatori |  |

### Coppa di Germania
| Arbitro: | Günsch |

|                       |           |            |
| Knipping 54’ Kade 88’ | Marcatori | 60’ Michel |

## Statistiche

### Statistiche di squadra
| Competizione      | Punti | In casa | In casa | In casa | In casa | In casa | In casa | In trasferta | In trasferta | In trasferta | In trasferta | In trasferta | In trasferta | Totale | Totale | Totale | Totale | Totale | Totale | DR  |
| Competizione      | Punti | G       | V       | N       | P       | Gf      | Gs      | G            | V            | N            | P            | Gf           | Gs           | G      | V      | N      | P      | Gf     | Gs     | DR  |
| ----------------- | ----- | ------- | ------- | ------- | ------- | ------- | ------- | ------------ | ------------ | ------------ | ------------ | ------------ | ------------ | ------ | ------ | ------ | ------ | ------ | ------ | --- |
| 2. Bundesliga     | 51    | 17      | 4       | 7       | 6       | 26      | 24      | 17           | 9            | 5            | 3            | 30           | 20           | 34     | 13     | 12     | 9      | 56     | 44     | +12 |
| Coppa di Germania | -     | 0       | 0       | 0       | 0       | 0       | 0       | 1            | 0            | 0            | 1            | 1            | 2            | 1      | 0      | 0      | 1      | 1      | 2      | -1  |
| Totale            | 51    | 17      | 4       | 7       | 6       | 26      | 24      | 18           | 9            | 5            | 4            | 31           | 22           | 35     | 13     | 12     | 10     | 57     | 46     | +11 |

### Andamento in campionato
| Giornata  | 1 | 2  | 3 | 4 | 5 | 6 | 7 | 8 | 9 | 10 | 11 | 12 | 13 | 14 | 15 | 16 | 17 | 18 | 19 | 20 | 21 | 22 | 23 | 24 | 25 | 26 | 27 | 28 | 29 | 30 | 31 | 32 | 33 | 34 |
| --------- | - | -- | - | - | - | - | - | - | - | -- | -- | -- | -- | -- | -- | -- | -- | -- | -- | -- | -- | -- | -- | -- | -- | -- | -- | -- | -- | -- | -- | -- | -- | -- |
| Luogo     | T | C  | T | C | T | C | T | C | T | C  | C  | T  | C  | T  | C  | T  | C  | C  | T  | C  | T  | C  | T  | C  | T  | C  | T  | T  | C  | T  | C  | T  | C  | T  |
| Risultato | N | N  | V | V | V | P | V | P | V | N  | P  | V  | V  | N  | N  | N  | P  | P  | V  | P  | N  | N  | P  | N  | V  | N  | P  | V  | N  | V  | V  | N  | V  | P  |
| Posizione | 9 | 11 | 5 | 3 | 2 | 2 | 1 | 4 | 3 | 4  | 5  | 4  | 3  | 3  | 4  | 4  | 6  | 9  | 8  | 9  | 8  | 8  | 8  | 8  | 8  | 8  | 8  | 8  | 8  | 8  | 7  | 7  | 6  | 7  |

Legenda:

Luogo: C = Casa; T = Trasferta. Risultato: V = Vittoria; N = Pareggio; P = Sconfitta.

### Statistiche dei giocatori
| Giocatore        | 2. Bundesliga | 2. Bundesliga | 2. Bundesliga | 2. Bundesliga | Coppa di Germania | Coppa di Germania | Coppa di Germania | Coppa di Germania | Totale   | Totale | Totale      | Totale     |
| Giocatore        | Presenze      | Reti          | Ammonizioni   | Espulsioni    | Presenze          | Reti              | Ammonizioni       | Espulsioni        | Presenze | Reti   | Ammonizioni | Espulsioni |
| ---------------- | ------------- | ------------- | ------------- | ------------- | ----------------- | ----------------- | ----------------- | ----------------- | -------- | ------ | ----------- | ---------- |
| K. Ademi         | 6             | 1             | 1             | 0             | 0                 | 0                 | 0                 | 0                 | 6        | 1      | 1           | 0          |
| F. Ananou        | 6             | 0             | 1             | 0             | 0                 | 0                 | 0                 | 0                 | 6        | 0      | 1           | 0          |
| J. Carls         | 16            | 1             | 1             | 0             | 0                 | 0                 | 0                 | 0                 | 16       | 1      | 1           | 0          |
| J. Collins       | 20            | 1             | 3             | 1             | 1                 | 0                 | 1                 | 0                 | 21       | 1      | 4           | 1          |
| M. Correia       | 15            | 1             | 1             | 0             | 0                 | 0                 | 0                 | 0                 | 15       | 1      | 1           | 0          |
| M. Cuni          | 11            | 0             | 0             | 1             | 0                 | 0                 | 0                 | 0                 | 11       | 0      | 0           | 1          |
| J. Dörfler       | 6             | 0             | 0             | 0             | 1                 | 0                 | 0                 | 0                 | 7        | 0      | 0           | 0          |
| F. Hartmann      | 2             | 0             | 0             | 0             | 0                 | 0                 | 0                 | 0                 | 2        | 0      | 0           | 0          |
| J. Henke         | 0             | 0             | 0             | 0             | 0                 | 0                 | 0                 | 0                 | 0        | 0      | 0           | 0          |
| J. Heuer         | 19            | 1             | 0             | 0             | 1                 | 0                 | 0                 | 0                 | 20       | 1      | 0           | 0          |
| J. Huth          | 34            | 0             | 0             | 0             | 1                 | 0                 | 0                 | 0                 | 35       | 0      | 0           | 0          |
| U. Hünemeier     | 29            | 0             | 5             | 1             | 1                 | 0                 | 1                 | 0                 | 30       | 0      | 6           | 1          |
| J. Justvan       | 33            | 1             | 1             | 0             | 1                 | 0                 | 0                 | 0                 | 34       | 1      | 1           | 0          |
| P. Klement       | 11            | 2             | 1             | 0             | 0                 | 0                 | 0                 | 0                 | 11       | 2      | 1           | 0          |
| L. Marseiler     | 0             | 0             | 0             | 0             | 0                 | 0                 | 0                 | 0                 | 0        | 0      | 0           | 0          |
| M. Mehlem        | 24            | 1             | 4             | 0             | 0                 | 0                 | 0                 | 0                 | 24       | 1      | 4           | 0          |
| S. Michel        | 19            | 14            | 7             | 0             | 1                 | 1                 | 0                 | 0                 | 20       | 15     | 7           | 0          |
| F. Muslija       | 16            | 6             | 1             | 0             | 0                 | 0                 | 0                 | 0                 | 16       | 6      | 1           | 0          |
| A. Oeynhausen    | 0             | 0             | 0             | 0             | 0                 | 0                 | 0                 | 0                 | 0        | 0      | 0           | 0          |
| K. Ofori         | 10            | 1             | 0             | 0             | 0                 | 0                 | 0                 | 0                 | 10       | 1      | 0           | 0          |
| P. Owusu         | 7             | 0             | 0             | 0             | 1                 | 0                 | 0                 | 0                 | 8        | 0      | 0           | 0          |
| F. Platte        | 24            | 8             | 2             | 0             | 1                 | 0                 | 0                 | 0                 | 25       | 8      | 2           | 0          |
| K. Pröger        | 32            | 5             | 1             | 0             | 1                 | 0                 | 0                 | 0                 | 33       | 5      | 1           | 0          |
| R. Schallenberg  | 31            | 3             | 5             | 0             | 1                 | 0                 | 1                 | 0                 | 32       | 3      | 6           | 0          |
| M. Schulze       | 0             | 0             | 0             | 0             | 0                 | 0                 | 0                 | 0                 | 0        | 0      | 0           | 0          |
| M. Schuster      | 33            | 0             | 7             | 0             | 1                 | 0                 | 1                 | 0                 | 34       | 0      | 8           | 0          |
| D. Srbeny        | 32            | 4             | 4             | 0             | 1                 | 0                 | 0                 | 0                 | 33       | 4      | 4           | 0          |
| P. Steinwender   | 1             | 0             | 0             | 0             | 0                 | 0                 | 0                 | 0                 | 1        | 0      | 0           | 0          |
| M. Stiepermann   | 16            | 3             | 2             | 0             | 0                 | 0                 | 0                 | 0                 | 16       | 3      | 2           | 0          |
| M. Thalhammer    | 22            | 2             | 3             | 0             | 1                 | 0                 | 1                 | 0                 | 23       | 2      | 4           | 0          |
| J. Tugbenyo      | 1             | 0             | 0             | 0             | 0                 | 0                 | 0                 | 0                 | 1        | 0      | 0           | 0          |
| R. Yalçın        | 25            | 0             | 2             | 0             | 0                 | 0                 | 0                 | 0                 | 25       | 0      | 2           | 0          |
| L. Zingerle      | 0             | 0             | 0             | 0             | 0                 | 0                 | 0                 | 0                 | 0        | 0      | 0           | 0          |
| J. van der Werff | 30            | 0             | 6             | 0             | 0                 | 0                 | 0                 | 0                 | 30       | 0      | 6           | 0          |